# Ленґ-Пшедмейський
Ленґ-Пшедмейський (пол. Łęg Przedmiejski) — село в Польщі, у гміні Леліс Остроленцького повіту Мазовецького воєводства.
Населення — 1196 осіб (2011).
У 1975-1998 роках село належало до Остроленцького воєводства.

## Демографія
Демографічна структура станом на 31 березня 2011 року:
|          | Загалом | Допрацездатний вік | Працездатний вік | Постпрацездатний вік |
| -------- | ------- | ------------------ | ---------------- | -------------------- |
| Чоловіки | 595     | 158                | 393              | 44                   |
| Жінки    | 601     | 162                | 354              | 85                   |
| Разом    | 1196    | 320                | 747              | 129                  |